# Marion Jerschowa
Marion Jerschowa (* 16. Juli 1943 in Wien) ist eine österreichische Schriftstellerin und Übersetzerin.

## Leben
Marion Böhme wurde 1943 in Wien geboren. Ihr Vater Franz Böhme (1908–1992) war Oberst a. D. der Luftwaffe. 1955 wurde er Leiter der Werkssicherung der VÖEST; die Familie siedelte nach Linz über, wo Marion Böhme die Matura ablegte. 1961 nahm sie das Studium der Slawistik an der Universität Wien auf, welches sie 1967 mit einjährigem Studienaufenthalt in der ehemaligen Sowjetunion abschloss. 1967 wurde sie mit einer Dissertation über „Rilke in Russland“ promoviert. 1967 erfolgte die Übersiedlung nach Moskau von wo sie 1978 nach Linz zurückkehrte.
Marion Jerschowa ist Mitglied des OÖ. P.E.N. Clubs und der IG Autoren. 1994 wurde ihr der Kulturpreis der Stadt Linz verliehen.

## Werk
Während ihrer Zeit in Moskau ist Marion Jerschowa freiberuflich als Übersetzerin russischer Literatur und Publizistik sowie als Mitarbeiterin westlicher Firmen tätig. Nach ihrer Rückkehr nach Österreich ist sie vorübergehend als Lehrbeauftragte an der Universität Linz beschäftigt, zusätzlich arbeitet sie als Übersetzerin und Dolmetscherin.
Ab ca. 1980 erfolgen erste eigenständige Veröffentlichungen, danach Lesungen in Österreich und im Ausland. Ihr erster Gedichtband erscheint 1989. Es folgen Prosa- und Lyrikbände, zuerst bei Styria zuletzt im Verlag Bibliothek der Provinz. Ausgedehnte Reisen nach Russland, Australien und in die USA stellen einen wichtigen Hintergrund für ihre literarische Arbeit dar.

### Sonstige künstlerische Aktivitäten
- Lesungen und Buchpräsentationen in Österreich und im Ausland (Deutschland, Schweiz, Polen, Slowakei, Kroatien, Russland, Libanon)
- Mitarbeit im Rundfunk
- Mitbegründung der Städtepartnerschaft Linz – Nischni Nowgorod
- Übersetzer- und Dolmetschtätigkeit
- Herstellung von Ost-Westkontakten (Einladung osteuropäischer Literaten und Künstler, Begleitung von Tourneen usw.)
- Schwerpunktveranstaltungen zum Thema Tschernobyl und Bosnien (Vorträge, Rundfunk) in Eigeninitiative
- Jurymitglied für die Auswahl literarischer Texte „Facetten“, Linz
- Archivforschung, Entdeckung eines verschollenen Romanmanuskripts (Hermann Friedl, „Die Schleuse“)

## Bücher

### Als Autorin
- Der Traurigkeit die Zähne zeigen, Gedichte, 65 S., Haag & Herchen, Frankfurt 1989. ISBN 3-891840-64-0
- Honigland Bitterland, ein Roman aus Moskau, Roman, 32O S, Styria, Graz 1990, 2. Aufl. 1991, ISBN 3-222119-76-7
- Wind aus Ost, Erzählungen zwischen zwei Welten, Erzählungen, 210 S., Styria 1991, ISBN 3-222120-72-2
- Das Emukleid, Roman, 3OO S., Styria 1993, ISBN 3-222122-10-5
- Luftschlösser und Eispaläste, Literarische Reiseberichte, 2OO S., Styria 1995, ISBN 3-222123-45-4
- Du musst verstehen. Eine Kriegsehe, Roman, 220 S., Bibliothek der Provinz 2007 ISBN 3-85252-818-6
- Methusalems letzter Wille oder Vergiß Russland (nicht), Roman, 224 S., Bibliothek der Provinz 2008, ISBN 978-3-85252-932-5
- Meine so vielen Leben, Gedichte, 120 S., Bibliothek der Provinz 2009, ISBN 3-900000-17-4
- Aufbrüche – Geschichten vom Ende der Gemütlichkeit, Erzählungen, Bibliothek der Provinz 2012, ISBN 978-3-99028-084-3

### Als Übersetzerin
- Das Duell und andere Erzählungen, Anton Tschechow, Übersetzung aus dem Russischen, 350 S., Kremayr und Scheriau, Wien 1970
- Ein Clown stellt Fragen, Michail Antscharow, Übersetzung aus dem Russischen, 170 S., Progreß-Verlag Moskau 1976
- SuperGAU Tschernobyl, Vom Leben mit der Katastrophe, Übersetzung und Gestaltung eines Berichtes von Nikolaj Buchowetz, 140 S., Styria 1996, ISBN 3-222-12391-8